# Heino Apel
Heino Apel (* 1942 in Gerstungen) ist ein deutscher Bildungs-, Entwicklungs- und Umweltökonom.

## Leben
Heino Apel wurde 1942 in Thüringen geboren. Bis zu seinem Umzug nach Frankfurt am Main im Jahr 1956 lebte er in der DDR. Von 1964 bis 1971 studierte er Mathematik an der Johann Wolfgang Goethe-Universität Frankfurt am Main (Diplom). 1977 wurde er am Fachbereich Wirtschaftswissenschaften mit der Dissertation Simulation sozio-ökonomischer Zusammenhänge. Kritik und Modifikation von „System Dynamics“ zum Dr. rer. pol. promoviert.
Danach war er Research Fellow an der Wharton School in Philadelphia, Pennsylvania und für das MAB-Programm in Deutschland und der Schweiz tätig. Außerdem war er Mitglied der Modellgruppe der Enquete-Kommission des Deutschen Bundestages Zukünftige Kernenergiepolitik. Mehrere entwicklungspolitische Forschungsprojekte der GTZ führten ihn nach Indien, Thailand und Zimbabwe. Von 1986 bis 2007 war er wissenschaftlicher Mitarbeiter am Deutschen Institut für Erwachsenenbildung in Bonn und arbeitete im Rahmen der Zukunftswerkstätten. Er unterrichtete u. a. im Lehrauftrag an den Universitäten Marburg und Tübingen sowie seit 2000 an der Universität Rostock. Darüber hinaus ist er seit mehreren Jahren Juror beim BundesUmweltWettbewerb.
Apel war von 2004 bis 2008 Vorsitzender der Kommission Bildung für nachhaltige Entwicklung der Deutschen Gesellschaft für Erziehungswissenschaft (DGFE).

## Familie
Heino Apel ist zum zweiten Mal verheiratet und hat zwei Söhne. Sein Sohn Niko Apel (* 1978) ist Regisseur und Stiefsohn des Grünen-Politikers Daniel Cohn-Bendit.

## Schriften (Auswahl)
- Simulation sozio-ökonomischer Zusammenhänge (= Informatik und Operations-research, Band 8). Toeche-Mittler, Darmstadt 1979, ISBN 3-87820-036-6.
- Dynamische Simulation eines Bergökosystems. mit einem Anhang über das Input-Output-Modell. Testgebiet Grindelwald. Schlussbericht zu Projekt 4.590 (= Schlussbericht zum schweizerischen MAB-Programm, Nr. 5). Bundesamt für Umweltschutz, Bern 1983.
- Informationstechnische Grundbildung. Anstösse zum EDV-Unterricht in der Erwachsenenbildung. Pädagogische Arbeitsstelle, Frankfurt am Main 1988, ISBN 3-88513-068-8.
- Orientierungen zur Umweltbildung. Klinkhardt, Bad Heilbrunn 1993, ISBN 3-7815-1049-2.
- hrsg.: Wege zur Zukunftsfähigkeit. Ein Methodenhandbuch (= Arbeitshilfen für Selbsthilfe- und Bürgerinitiativen, Nr. 19). Stiftung Mitarbeit, Bonn 1998, ISBN 3-928053-59-0.
- mit Angela Franz-Balsen, Elisabeth Stiefel: AGender 21. Frau und Mann – eine nachhaltige Beziehung?(= Politische Ökologie, Nr. 70). Gesellschaft für Ökologische Kommunikation, München 2001, ISBN 3-928244-57-4.
- hrsg. mit Susanne Kraft: Online lehren: Planung und Gestaltung netzbasierter Weiterbildung. Bertelsmann, Bielefeld 2003, ISBN 3-7639-1865-5.
- mit Gertrud Wolf: Multimedia in der Umweltbildung. VS Verlag für Sozialwissenschaften, Wiesbaden 2005, ISBN 3-8100-3479-7.